# Neotamias alpinus
Neotamias alpinus — вид бурундука, що мешкає на високогір'ї Сьєрра-Невада в Каліфорнії.

## Морфологічний опис
Neotamias alpinus має типовий візерунок для роду Neotamias: загалом сіро-коричневий, з трьома білими смугами на щоках і чотирма вздовж спини. Боки приглушено-помаранчеві. Вони важать 27—45 грамів і виростають від 166 до 203 мм. Загалом N. alpinus значно блідіші та менші порівняно з іншими представниками свого роду. Їхня типова тривалість життя в дикій природі становить до 2–3 років.

## Середовище
N. alpinus живуть лише у високих горах Сьєрра-Невада, від Національного парку Йосеміті на півночі до піку Оланча на півдні. Їх спостерігали на висотах від приблизно 2300 до 3900 метрів, хоча вони рідко зустрічаються нижче 2500 метрів. Вони переважно населяють схили осипів та субальпійські ліси, де є велике скупчення пухких кам'янистих уламків. Влітку, коли високогірне середовище стає все більш посушливим і теплим, N. alpinus використовують ці породи, ховаючись у прохолодні, глибокі щілини валунів для регулювання температури свого тіла.

## Харчування
N. alpinus харчується насінням осоки, трав та інших рослин у своїй альпійській зоні, з якої він отримав свою назву. Деякими прикладами є гірка вишня (Prunus emarginata), смородина (Ribes), чорниця (Vaccinium), а також їх найпоширеніше джерело їжі — Spraguea umbellate. N. alpinus зберігає воду, концентруючи сечу, тому йому зазвичай не потрібне джерело води, окрім їжі, але він використовуватиме його за нагоди. Коли їжі мало, спостерігається внутрішньовидова конкуренція.

## Поведінка
N. alpinus надзвичайно спритний, здатний перестрибувати з місця на місце під час виконання своїх щоденних справ. Зазвичай під час бігу вони випрямляють хвости вертикально, щоб здаватися більшими та довшими, щоб відлякувати хижаків та конкуренцію серед інших альпійських бурундуків. Хижаками для N. alpinus є: хижі птахи, ласки, койоти, лисиці та рисі. У соціальному плані N. alpinus більш стримані порівняно зі своїми родичами. Коли їх провокують, вони реагують майже без звуків, тоді як інші види схильні реагувати гучними та частими звуками.

## Зимова сплячка
Вони вважаються денними (активними вдень), хоча проявляють певну нічну активність влітку. Наприкінці липня та в серпні вони набирають багато ваги, щоб підготуватися до зимової сплячки під сніговим покривом. Вони впадають у сплячку з листопада по квітень, часто прокидаючись, щоб поїсти. Їхні щоки можуть збільшуватися втричі, оскільки бурундуки полюють на їжу і приносять її в роті та зберігають у норі. Це пояснюється тим, що вони не хочуть виходити на вулицю в суворих зимових умовах, тому вони запасаються всім перед сплячкою, яка є своєрідною підготовкою їжі на тиждень для N. alpinus.

## Загрози
Попри обмежений ареал популяції, чисельність виду стабільна і майже не коливається. Однак загрози для альпійського бурундука все ще існують. Оскільки його основними місцями проживання є ліси та скелясті місцевості, нещодавня діяльність людини та зміна клімату змусили цей вид повільно переміщатися на більші висоти, оскільки якість та протяжність його середовища проживання зменшуються. Зміна клімату може призвести до порушення популяцій, особливо тому, що альпійські бурундуки живуть на великих висотах у горах. Ці бурундуки також не живуть у жодних охоронних зонах, що може становити небезпеку для його виживання.